# Angul
Angul est une ville située dans l'état de l'Odisha en Inde. Elle compte, selon le recensement de 2011, 44 390 habitants. 